# Bodinga
Bodinga é uma Área do governo local em Socoto, Nigéria. Sua sede é na cidade de Bodinga.
Possui uma área de 564km² e uma população de 175,406 no censo de 2006.
O código postal da área é 852.